# Джек Джонс (американський співак)
Джон Аллан Джонс (14 січня 1938 — 23 жовтня 2024) — американський співак і актор. Джонс залишався переважно поп-співаком, навіть під час виконання сучасного репертуару. Його звернення до джазу зазвичай набували форми біг-бенду або свінгової музики. Він двічі здобував премію «Греммі», а також п’ять разів номінувався на неї. Особливо відомий виконанням заголовної пісні до телесеріалу «Човен кохання».
Артист продовжував концертну діяльність у США та за кордоном, зокрема в Лас-Вегасі. Серед його найвідоміших композицій — «Льодяники та троянди», «Дружини та коханці», «Гонка триває», «Нездійсненна мрія» та «Називай мене безвідповідальним». Також виконав вступну тему до військового фільму «Анціо» (1968) — «Цей світ твій», а також заголовну пісню до фільму «Любов зі справжнім незнайомцем» (1963), яка звучить у радіоетерах за сюжетом стрічки.

## Музична кар'єра

### Ранні роки і Capitol Records
Джонс народився в Голлівуді, штат Каліфорнія, тієї ночі, коли його батько Аллан Джонс записав його фірмову пісню «The Donkey Serenade», у результаті чого молодший Джонс стверджував, що він «практично народився в скрині». [1] Джек навчався в університеті High. Школа в Західному Лос-Анджелесі, де вивчала драму та спів.[2] Його матір'ю була актриса Ірен Герві.

### Роки в Kapp
Під час виступу в нічному клубі Сан-Франциско Джека Джонса почув Піт Кінг, продюсер і артист Kapp Records, який швидко підписав з ним контракт на лейбл.[1] У серпні 1961 року Джонс записав баладу «Льодяники і троянди», яка наступного року стала хітом.[2] Його найбільшим поп-хітом стала «Wives and Lovers», написана Бертом Бакарахом і Гелом Девідом [2].

### Роки в RCA Victor і MGM
Джонс перейшов з Kapp ( London Records у Великобританії ) до RCA Victor у 1967 році.  Його першим альбомом для лейблу був Without Her .  Релізи « If You Ever Leave Me», «LA Break Down» і «Where Is Love», що пішли за ними, були приблизно в тому ж стилі, що й записи Kapp, але з дещо більш сучасним вокалом. A Time for Us (1970) був одним із альбомів, які ознаменували його перехід до більш середнього звучання. Він почав записувати більш сучасний матеріал, включаючи кавер-версії таких відомих авторів пісень, як Ренді Ньюмен, Гаррі Нільссон, Керол Кінг, Пол Вільямс, Річард Карпентер, Гордон Лайтфут і Гілберт О'Салліван . 